# Нидерландские Антильские острова на летних Олимпийских играх 1996
Нидерландские Антильские острова принимали участие в Летних Олимпийских играх 1996 года в Атланте (США) в десятый раз за свою историю, но не завоевали ни одной медали.